# Aleš Svoboda (výtvarník)
Aleš Svoboda (* 10. února 1956) je český výtvarník, multimediální umělec, kritik a teoretik umění a pedagog. V současné době působí jako vedoucí kreativního modulu na Fakultě humanitních studií Univerzity Karlovy v Praze.

## Biografie
- 1980 – Absolvoval Univerzitu Karlovu v Praze, Mgr. obor výtvarná výchova – čeština; diplomní práce na téma "Reálný pohyb jako umělecký prostředek ve výtvarné tvorbě" (vedoucí doc. Zdeněk Sýkora)
- během osmdesátých let a počátkem devadesátých let byl zaměstnán jako redaktor
- od roku 1994 působil jako odborný asistent Kreativního modulu Institutu základů vzdělanosti Univerzity Karlovy v Praze
- roku 2001 se stal vedoucím Kreativního modulu na Fakultě humanitních studií Univerzity Karlovy v Praze

Svoboda postupně rozvíjí svou volnou tvorbu (zejména počítačové a proměnlivé struktury) a zároveň pracuje i v užité grafice – obaly zvukových nosičů, plakáty, knihy, katalogy a příležitostné tiskoviny.

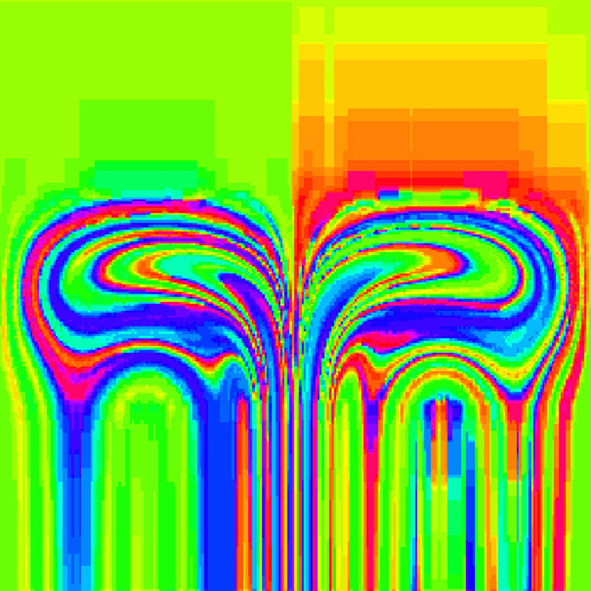
Proces 2A, 2000
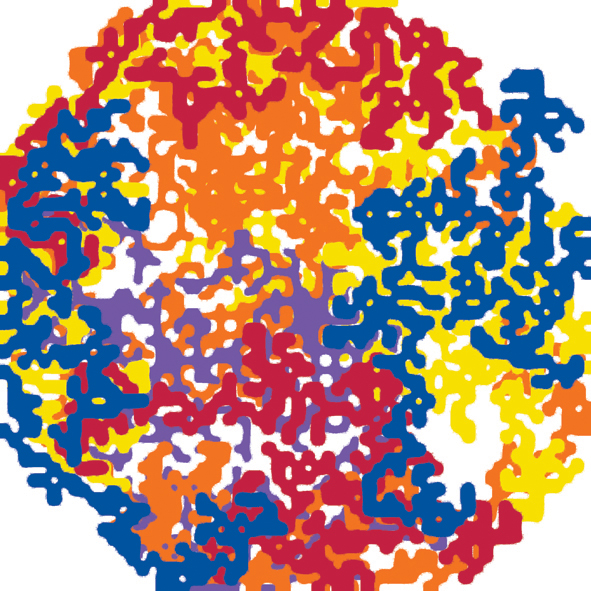
Vrstvená variabilní struktura, 2004
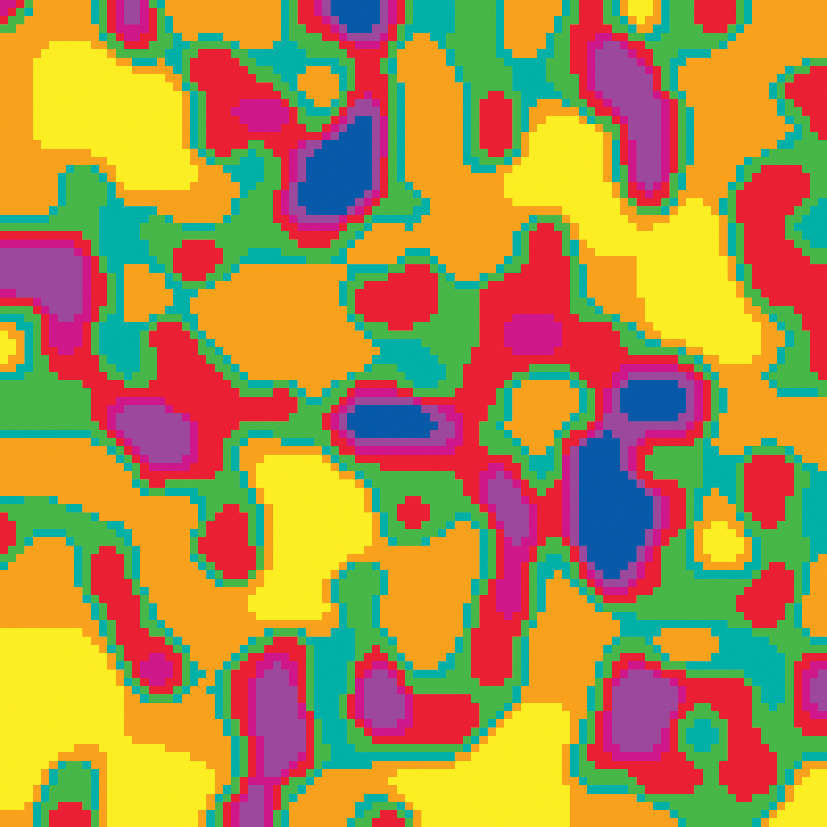
Rostoucí barevná struktura, Cesta 3, 2006
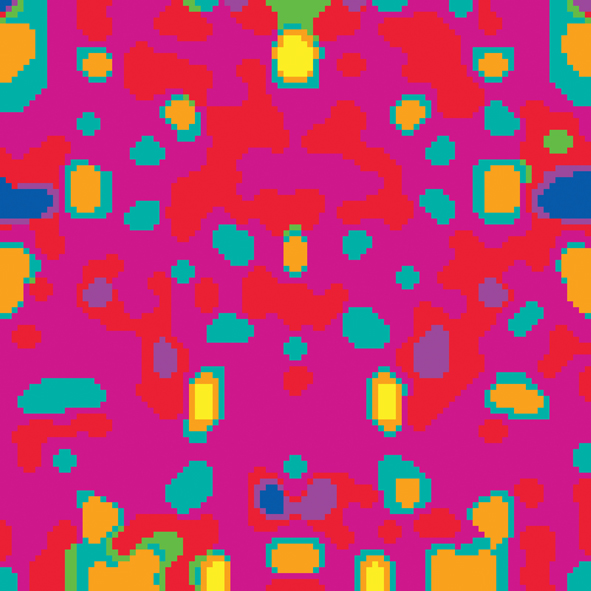
Rostoucí barevná struktura, Cesta 7, 2006
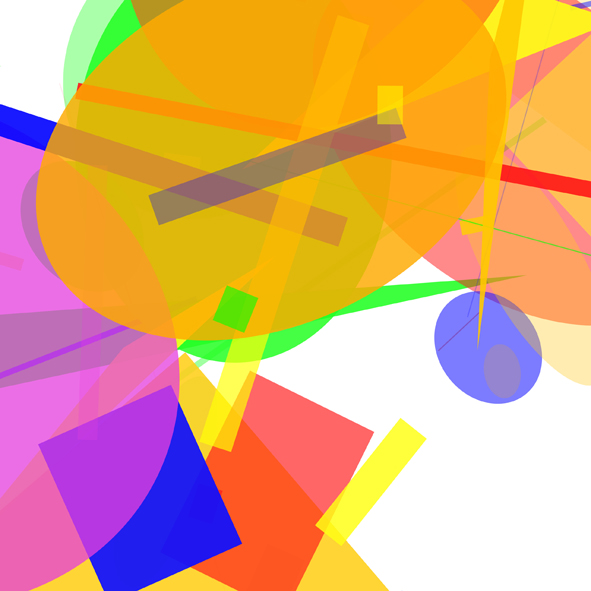
Struktury v procesu – náhodné, řada BGCh, BGCh b-0110, 2008
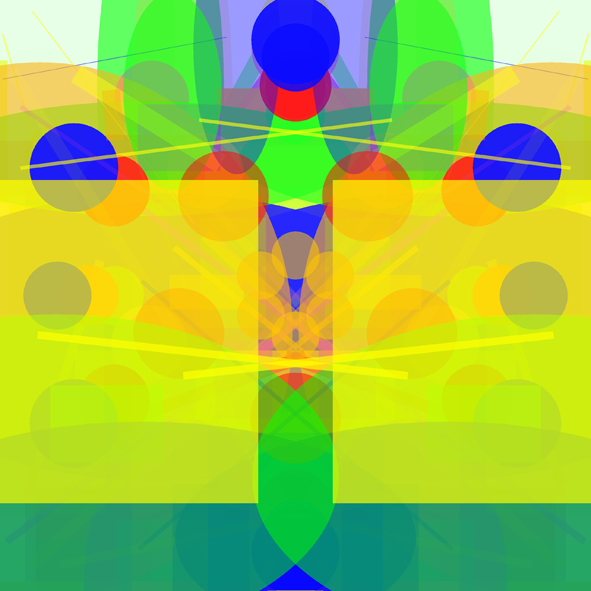
Struktury v procesu – symetricky, řada BGSym, BGSym b-0178, 2008
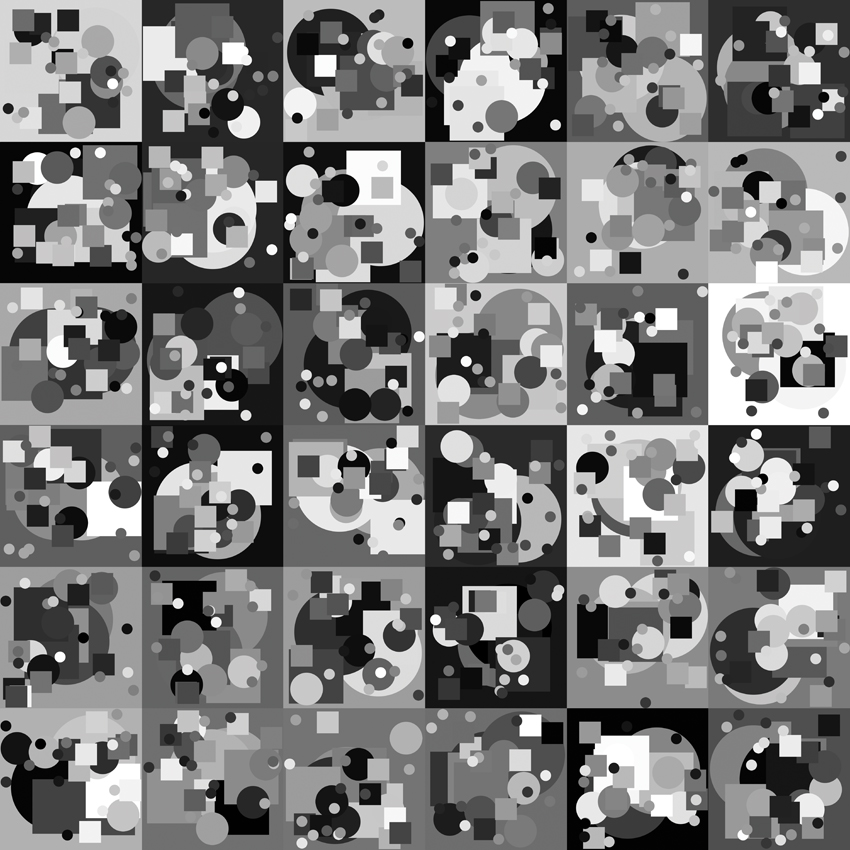
32-elem/36-fiel/bw_3, 2010

## Tvorba
Aleš Svoboda tvrdí, že jedna z povinností vizuálního umění je nejen upevňovat standardy náhledů na skutečnost, ale zároveň testovat i přístupy dosud nepoužívané a překvapivé.
Během své volné tvorby se zabývá právě některými z těchto méně rozšířených přístupů, např. morfogenetickými poli, Thomovou teorií katastrof, či proměnlivým vrstvením transparentních struktur.[zdroj?]

## Autorské výstavy
- 1988 Galerie 55, Kladno
- 1988 Galerie mladých, Brno
- 2003 Katedra výtvarné výchovy PF a FUUD UJEP Ústí nad Labem
- 2004 Last Minute, Galerie města Plzně
- 2006 Struktury/L, Makromolekulární ústav AV ČR, Praha
- 2008 Rovnováhy struktur, Galerie Vyšehrad, Praha
- 2010 Digitálně, Sál ICAVI Akademie věd ČR, Praha

## Účast na výstavách
- 1986 Systémy a koncepty, J. galerie, Budapešť, Maďarsko
- 1988 4. mezinárodní trienále kresby, Wroclaw, Polsko
- 1988 "Rotazione", galerie Sincron, Brescia, Itálie
- 1988 Geometrie v současném výtvarném umění, SZK ROH Benar, Litvínov
- 1988 "Nul-dimension", galerie New Space, Fulda, Německo
- 1989 Počítačové umění, Praha a Brno
- 1988 "Nul-dimension 1", Hipp-Halle, Gmunden, Rakousko
- 1989 "Constructivism: Man versus Environment", Galerie FARO, WTC Rotterdam, Nizozemí
- 1989/90 "Wymiar zerovy 2", Muzeum Architektury, Wroclaw, Polsko
- 1990 Sdružení "František Kupka" – 1. členská výstava, Mussaion – Strahov, Praha
- 1990 Heads & Legs, Sala Previa (Soto Mesa), Madrid, Španělsko
- 1995 Sdružení "František Kupka" – 3. členská výstava, Muzeum umění Benešov, Benešov u Prahy
- 1996 H7, Počítačová grafika, Galerie Hollar, Praha
- 1997 Mezi tradicí a experimentem, Práce na papíře a s papírem v českém výtvarném umění 1939–1989, Muzeum umění Olomouc
- 2000 Strukturováno, Žáci Kamila Linharta a Zdeňka Sýkory k osmdesátinám svých učitelů, Lounská výstavní síň Telecom, Louny
- 2000 10. Gmundner symposion, výstava Internationale Grafik, Gmunden, Rakousko
- 2001 Klub konkrétistů, Dům umění v Opavě a bývalý kostel sv. Václava v Opavě
- 2001 Klub konkrétistů, pražská sekce, Univerzita Palackého Olomouc
- 2002 4. členská výstava Sdružení českých grafiků František Kupka, Galerie Nový horizont, Rock Café, Praha
- 2007 Art Walk, Bohemé, Jouneau, USA (Aljaška)
- 2007 Art Walk, University of Alaska SE Waterfront Campus, Ketchikan, USA (Aljaška)
- 2008 Práce na počítačích, Geofyzikální ústav AV ČR, Praha
- 2010 Salcmanova škola, Galerie města Plzně, Plzeň
- 2010 Kladenský salón / 4. ročník bienále malířů, grafiků, sochařů a fotografů, Zámecká galerie města Kladna
- 2010 Rovnoběžky a průsečíky, Galerie Národní technické knihovny, Praha